# Joseph Gottlieb Kölreuter
Joseph Gottlieb Kölreuter (Sulz am Neckar, 27 april 1733 - Karlsruhe, 11 november 1806) was een Badisch botanicus, professor in de natuurwetenschappen en directeur van de hoftuinen in Karlsruhe.

## Biografie
Hij was de zoon van een apotheker, groeide op in Sulz en bezocht daar de Latijnse school. Gedurende deze tijd verzamelde hij planten en hield zich ook met dieren bezig. In zijn latere proefschrift vermeldde hij dat hij een insectenverzameling bezat.
Kölreuter werd in 1748 aan de Universiteit van Tübingen als student Medicijnen ingeschreven. Een bijzondere invloed had Johann Georg Gmelin, die als onderzoeker van Siberië naam gemaakt had en als professor Medicijnen in Tübingen werkte. In 1753 ging Kölreuter naar de Universiteit van Straatsburg, maar kwam een jaar later weer terug naar Tübingen, waar hij in 1755 met het proefschrift "Über Käfer und seltene Pflanzen" (Over kevers en zeldzame planten) tot Dr. med. promoveerde.
Van 1756 tot 1761 was hij adjunct van de Russischen Kaiserlichen Akademie der Wissenschaften in Sint-Petersburg dankzij een aanbeveling van zijn leraren en vriend Johann Georg Gmelin. Zoals uit zijn talrijke publicaties blijkt hield hij zich voornamelijk bezig met de zoölogie, vooral met de ordening en beschrijving van de visverzameling van de Academie, waarbij ook verschillende vissoorten, waaronder Mola aculeata (Koelreuter, 1766), Elegnius navaga (Koelreuter, 1770) en Gadus callarias nawaga (Koelreuter, 1770) voor het eerst beschreven werden. Verder werkte hij aan vogels, insecten, koralen en roeipootkreeften (Copepoda, Copepoden). Nadat de Petersburger Akademie in 1759 een prijsvraag over de seksualiteit van planten had uitgeschreven, begon Kölreuter met botanische experimenten met de bevruchting bij planten. Reeds in 1760 gelukte het hem in Petersburg nog de eerste kruising tussen plantensoorten te maken.
In 1761 keerde hij naar Duitsland terug. Hij bezocht in Berlijn Johann Gottlieb Gleditsch en in Leipzig Christian Gottlieb Ludwig, beiden indertijd beroemde botanici, die zich met het kruisen van planten bezighielden. In zijn geboorteplaats Sulz zette hij zijn experimenten voort. In 1762 verhuisde hij naar Calw, waar zijn vriend en studiegenoot Joseph Gärtner een studie aan de vruchtbladen en naar de ontwikkeling van de zaden uitvoerde.
In 1763 kreeg hij van Makgrafen Karl Friedrich von Baden-Durlach een aanbieding voor de functie van opzichter en directeur van de vorstelijke tuinen in Karlsruhe met de titel en rang van professor in de natuurgeschiedenis. In 1805 werd hij Kurfürstlicher Oberhofrat.
Daar zijn tuinpersoneel in Karlsruhe het niet eens was met zijn onderzoek gaf hij zowel zijn functie als directeur van de botanische tuinen als zijn professorschap op en zette zijn onderzoek tot 1776 in een kleine privé-tuin voort.
Naar hem werd een in Oost-Azië voorkomend geslacht van de zeepboomfamilie
(Sapindaceae) Koelreuteria vernoemd. Koelreuteria paniculata wordt in parken vaak aangeplant. Verdere soorten zijn K. bipinnata, K. elegans, K. formosana, K. integrifolia, K. minor en K. apiculata .

## Onderzoek
In de eerste plaats hield Kölreuter zich bezig met de overdracht van stuifmeel naar de stempel en onderscheidde daarbij drie verschillende mogelijkheden van bestuiving:
- 1. Zonder vreemde of uitwendige hulp, geheel zelf ("Ohne fremde oder äußerliche Beyhülfe, ganz allein")
- 2. Door de wind..... ("Durch den Wind....")
- 3. Door insecten bij het opzuigen van de nectar in de bloem ("Durch Insekten bei Nektarsaugen an den Blüten ...")

Hierdoor geldt hij als de grondlegger van de bloemecologie en ontdekker van de bestuiving door insecten.
De belangrijkste ontdekking van Kölreuter was de vorming van bastaarden, die hij vanuit wetenschappelijk oogpunt deed. Weliswaar kruiste Thomas Fairchild reeds in 1719 de beide anjersoorten Dianthus caryophyllus en Dianthus barbatus, maar deze deed dit zuiver uit het oogpunt van tuinbouwkundig onderzoek zonder de wetenschappelijke achtergronden ervan te kennen.
Kölreuter onderzocht onder andere de soorten van de geslachten Nicotiana, Dianthus, Verbascum, Hibiscus, Mirabilis, Datura, Aquilegia en Cucurbita, waarvan enkele heden ten dage nog in het laboratorium als onderzoeksplanten gebruikt worden. Vooraleerst kweekte hij in 1760 in Sint-Petersburg een bastaard tussen Nicotiana rustica en Nicotiana paniculata. Met zijn onderzoek toonde hij aan dat bij de bestuiving eigenschappen van de vader door het stuifmeel overgebracht werden, waarmee de seksualiteit van planten eenduidig bewezen was. (Rudolf Jacob Camerarius had in 1691 bewezen dat rijpe zaden alleen gevormd werden als de stempel met stuifmeelkorrels bestoven werd en daarbij de conclusie getrokken dat ook planten zich seksueel voortplanten).

## Publicaties
- 1755 - Dissertatio inauguralis medica de insectis coleopteris, nec non de plantis quibusdam rarioribus... Tubingae: litteris Erhardianis
- 1761-1766 - Vorläufige Nachricht von einigen, das Geschlecht der Pflanzen betreffenden Versuchen
- 1777 - Das entdeckte Geheimniss der Cryptogamie (waarin hij speculatieve en weinig gefundeerde veronderstellingen over de seksualiteit van schimmels aan de orde stelt.)